# Comuna de Jeżów
Jeżów (polaco: Gmina Jeżów) é uma gminy (comuna) na Polónia, na voivodia de Lodz e no condado de Brzeziński. A sede do condado é a cidade de Jeżów.
De acordo com os censos de 2004, a comuna tem 3640 habitantes, com uma densidade 57,1 hab/km².

## Área
Estende-se por uma área de 63,8 km², incluindo:
- área agricola: 88%
- área florestal: 6%

## Demografia
Dados de 30 de Junho 2004:
|                      | Total   | Total | Mulheres | Mulheres | Homens  | Homens |
| -------------------- | ------- | ----- | -------- | -------- | ------- | ------ |
|                      | pessoas | %     | pessoas  | %        | pessoas | %      |
| População            | 3640    | 100   | 1802     | 49,5     | 1838    | 50,5   |
| Densidade (pop./km²) | 57,1    | 100   | 28,2     | 28,2     | 28,8    | 28,8   |

De acordo com dados de 2002, o rendimento médio per capita ascendia a 1353,55 zł.

## Comunas vizinhas
- Głuchów, Koluszki, Rogów, Słupia, Żelechlinek